# Осада Мантуи (1796)
Осада Мантуи (фр. Siège de Mantoue) — главное событие Итальянской кампании 1796—1797 годов Наполеона Бонапарта, определившее весь дальнейший ход кампании, так как после того, как 10 мая 1796 года французская армия одержала победу при Лоди, а 30 мая прорвала широко растянутую позицию австрийцев при Боргетто и заставила их отступить в Тироль, крепость Мантуя с оставленным австрийским гарнизоном численностью в 13700 блокировала с тыла все дальнейшие попытки французской армии наступать за Альпы, в Австрию. Хотя все четыре попытки австрийцев освободить город были сорваны французами, армия Бонапарта на восемь месяцев задержалась на территории северной Италии и не смогла продолжить так успешно начатое в апреле наступление.

## Перед осадой
После первых одержанных побед, прежде, чем продолжать дальнейшие боевые действия, Бонапарт решил захватить крепость Мантуя, надеясь, о чём было доложено инженерным генералом Шасслу, что крепость, плохо снабженная продовольствием, с нездоровым местоположением среди болотистой местности, не продержится более двух недель. Осадному корпусу в 8000 под командованием генерала Серюрье была поручена осада крепости, а войска прикрытая, стоявшие на реке Адидже недалеко от Мантуи, в любое время могли поддержать блокадный корпус.
Мантуя, как крепость, к тому времени устарела, но так как была расположена на полуострове, окруженном с трёх сторон озером, образуемым рекой Минчо, поэтому была доступна ближней атаке лишь с востока и юго-востока, где была построена вторая линия обороны, состоящая из укреплений Праделла, Черезе и Милларетто. Многочисленные болота с этой стороны ограничивали доступы к крепости. На севере, за озером, находилась цитадель Ла-Фаворита, на северо-востоке — слабый кронверк Сан-Джорджо. И цитадель, и кронверк были соединены с городом плотиной. Высота воды в трёх образованных таким образом частей озера регулировалась устроенными в плотине шлюзами. Крепость была вооружена 225 тяжёлыми и 60 полевым орудиями. По австрийским нормам, гарнизон, обеспеченный продовольствием, мог продержаться три месяца. Комендантом крепости был фельдмаршал-лейтенант Иосиф Канто д’Ирле, опытный военный.

## Первая осада
4 июня подошедшие к Мантуе французские войска захватили кронверк Сан-Джорджо, но встреченные на плотине картечным обстрелом, дальше продвинуться не смогли.
6 июня было завершено обложение крепости и начались осадные работы, руководимые Шасслу, но так как не хватало лопат для рытья траншей, ограничивались поначалу только засеками. Крепостная артиллерия постоянно мешала осадным работам. Вследствие незначительного числа орудий французская артиллерия не могла вступить в бой с крепостной артиллерией. Обстрел продолжался по ночам с разной степенью интенсивности, а днем французы ремонтировали повреждения, нанесённые орудиями обороняющихся.
6 июля австрийцы произвели вылазку из цитадели. 16 июля была осуществлена новая вылазка из Порта-Праделла силами в 3000 под командой Вукасовича, но она была успешной лишь частично, так как осажденные не смогли уничтожить французские осадные работы. В это же время 1500 под командой генерала Рукавины, выйдя из ворот Черезы захватили укрепления возле Пиетоле и Молина, но также были вынуждены отступить.
В распоряжении французов вначале не было никаких осадных средств, но после того, как удалось установить 40 орудий, перевезённых из завоеванных итальянских крепостей, Бонапарт задумал провести атаку, и решить дело, по возможности, одним ударом. 17 июля полковник Андреосси с 800 гренадерами должен был переплыть на судах через озеро и захватить Кантенские ворота. Одновременно на других участках должен был начаться штурм, а осадная артиллерия — открыть огонь по городу. Операция не получилась, потому что вода в озере неожиданно значительно упала, и корабли завязли в тростнике.
18 июля в девять вечера Мюрат с 2000 атаковал правый фланг укреплений Милларетто, и одновременно с ним д’Аллеман — левый фланг. 5 канонерок Андреосси на Нижнем озере в это время отвлекали на себя огонь крепости и главное внимание гарнизона. Но австрийцы под командой Рукавины отбили все три приступа в Милларетто. В это же время в ночь на 19 июля французы начали бомбардировку города калеными ядрами, которая продолжалась до семи утра и вызвала пожары. Около полуночи была сделана попытка артобстрелом разрушить шлюзы дамбы, ведущей в цитадель, чтобы таким образом осушить одну, верхнюю, треть озера. Но и эта попытка не была успешной из-за большой прочности подпорных сооружений.
В ночь на 20 июля комендант фельдмаршал-лейтенант Канто д’Ирле отказал в просьбе о капитуляции. До конца июля обстрел продолжался по ночам с разной степенью интенсивности, хотя, в среднем, на 700 выстрелов французов, осажденные отвечали 3000 выстрелами.
В конце июля австрийцами была предпринята первая попытка деблокады крепости, поэтому Бонапарт решил снять осаду, чтобы всеми своими силами разбить наступающие колонны австрийцев Вурмзера. 29 июля он приказал Серюрье отправить осадную артиллерию за реку По, уничтожить ту, что нельзя вывезти, и одновременно отвести все войска с левого берега реки Минчо. 31 июля осада крепости была снята, но перед отходом французы два дня — 30 и 31 июля — обстреливали Ципату и Милларетту. В суматохе отхода от Мантуи Серюрье не уничтожил оставленные орудия, поэтому когда австрийцы сделали вылазку, то у Говерноло и Гоито захватили резервный парк, 179 орудий с большим количеством боеприпасов, а также 28 офицеров и 800 рядовых. За время осады гарнизон потерял 1000. Под ружьем оставалось 7500. Во время сражения при Кастильоне гарнизон крепости не выполнил приказ Вурмзера прикрыть его тыл против Серюрье.

## Вторая осада
Отбив первую попытку деблокады Мантуи, Бонапарт из-за усталости войск не сразу приступил к новой осаде, и только в конце августа Саюге, сменивший заболевшего Серюрье, получил приказ снова обложить Мантую. Крепость за это время была снабжена провиантом и гарнизон усилен до 16 000.
2 сентября колонна д’Аллеманя подошла к крепости и завязала бой при Боргофорте, который продолжался около трёх часов и завершился отступлением отряда майора Кадолини в Черезу.
3 сентября Саюге взял Говернело, а другие французские подразделения вытеснили австрийские аванпосты из Куртатоны, Черезы и Пиетоле. Французы окружили Мантую только цепью аванпостов, а за ними расположили редуты.
4 сентября при Роверето и 8 сентября при Бассано французы сорвали вторую попытку деблокировать Мантую. Побежденный Вурмзер, видя, что путь отступления в Тироль ему закрыт, принял решение идти в Мантую и с помощью местного проводника проскользнул мимо блокирующих сил Саюге и достиг крепости 12 сентября. Он прибыл в Мантую с 10 367 пехотинцами и 2856 кавалеристами. Соединившись с гарнизоном крепости, который насчитывал в своём составе около 20 000, а теперь усилился ещё почти до 30000, Вурмзер решил попытаться овладеть местностью к востоку от крепости и восстановить связь с Леньяно.
15 сентября австрийский фельдмаршал начал сражение на восточной стороне Минчо, левым флангом выступив у дворца Ла-Фаворита, а правым — перед Сан-Джорджо. Бонапарт послал части Саюге контратаковать Ла-Фавориту, а дивизию Ожеро (временно под командой бригадного генерала Луи Андре Бона) ударить на правый фланг Вурмзера. Массена двинулся в центре. Отто смог отбить атаки Саюге, но австрийский правый фланг и центр не выдержали. Австрийцы отступили в Читтаделлу, и французы захватили Сан-Джорджо. Австрийские потери составили 2452 человека и 11 орудий, французы потеряли 1500 и девять орудий.
В течение следующих двух недель Вурмзер организовал вылазки южнее города, чтобы собрать припасы для осажденного гарнизона. Попытка 21—23 сентября силами Отта и генерал-майора Фердинанда Минквица овладеть Говерноло, чтобы через этот город выйти к реке Адидиже закончилась неудачей с потерей 1000 человек.
До начала октября Вурмзеру удалось утвердиться ещё в местности Cepaльо, к юго-западу от Мантуи, между рекой По и нижним течением реки Минчо, что дало ему возможность в значительной степени пополнить запасы продовольствия, но в конце концов его войска были оттеснены, хотя в это время за Мантуей наблюдала лишь дивизия Кильмейна силой в 9000. К 29 сентября Кильмейн полностью обложил крепость. К этому времени в течение шести недель в Мантуе 4000 человек умерли от ран или болезней. Вследствие нездорового местоположения крепости, количество годных к бою людей в войсках Вурмзера вскоре уменьшилось до 17 000, а превосходство австрийцев не могло быть использовано на заболоченной почве, окружавшей город.
Во время третьей попытки деблокады Мантуи силами Альвинци и Давидовича Вурмзер слабо поддержал наступавшие войска австрийцев, хотя в это время осадный корпус перед крепостью достигал всего лишь 3000. 23 ноября была предпринята вылазка. Австрийцы потеряли 789 человек и взяли в плен 200 французов. Когда пленные сообщили Вурмзеру, что австрийцы разгромлены в сражении при Арколе, он отступил в крепость.
Во время четвёртой попытки деблокады крепости главные силы деблокирующей армии Альвинци 14 января были разбиты в сражении при Риволи, но корпус Проверы смог прорваться к Мантуе. 15 января на рассвете авангард Гогенцоллерна появился у ворот Сан-Джорджо, кронверка крепости Мантуя. Зная, что этот кронверк прикрыт только простой циркумвалационной линией, он рассчитывал овладеть им врасплох. Миоллис, командовавший этим пунктом, выставил охранение только в сторону города. Он знал, что одна французская дивизия находится на Адидже, и полагал, что противник очень далеко. Но авангарду не удалось внезапно прорваться в Сан-Джорджо, так как его обстреляли картечью. Солдаты Миолиса заняли брустверы и завязали бой с подошедшими в полдень основными силами Проверы. 1500 человек оборонялись весь день и таким образом дали время прибыть подкреплениям, выступившим из Риволи. Провера при помощи лодки связался по озеру с Вурмзером и согласовал с ним свои действия на следующий день. 16 января на рассвете Вурмзер с гарнизоном сделал вылазку и вытеснил одну из бригад Серюрье под командованием Дюма из Сан-Антонио непосредственно к северу от Мантуи, но полубригады Виктора, приведённые Бонапартом форсированным маршем с поля боя при Риволи, сумели удержать его у Ла-Фаворита. Провера, выступивший против Ла-Фавориты, был остановлен бригадой Рампона. Миоллис из Сан-Джорджо атаковал его тыл. В два часа пополудни, после того как гарнизон был отброшен в крепость, а с востока стала подходить дивизия Ожеро, Провера капитулировал и сложил оружие.

## Результаты
После катастрофы при Риволи и неудачи при Ла-Фаворита Вурмзер продержался ещё две недели и капитулировал 2 февраля. За время осады и блокады австрийцы потеряли 16333 убитыми, ранеными и умершими от болезней. В знак признания его заслуг старый фельдмаршал был освобожден со своим штабом и эскортом из 700 солдат и 6 орудий. Остальной гарнизон, 16000, вышел с военными почестями и был освобожден с условием не воевать против Франции до заключения мира.